# Mega Man: Upon a Star
Megaman: Upon a Star, i Japan känd som Rockman: Hoshi ni Negai o (ロックマン 星に願いを? lit. "Rockman: Wish Upon a Star"), är en japansk så kallad OVA-animeserie från 1993, producerad av Ashi Productions som senare arbetade med den amerikanska-japanska Mega Man-TV-serien från 1994.
Serien, som är baserad på Capcoms TV-spelsserie producerades av Capcom, och presenterades av Japan Center for Intercultural Communications. Serien anses även ha ett utbildningssyfte vad gäller Japans kultur. Serien dubbades till engelska av The Ocean Group, och släpptes på VHS i Nordamerika 2002 av ADV Films.

### Fotnoter
1. ↑  ”Wishing Upon A Star” (på engelska). Random Hoohaas. http://randomhoohaas.flyingomelette.com/rah/megaman/index2.htm. Läst 14 juni 2014.

;